# Lista personajelor din H2O - Adaugă Apă
Următoarea este lista personajelor din serialul australian pentru copii H2O - Adaugă apă.

## Principale

### Sirenele

#### Rikki Chadwick
Vezi Rikki Chadwick .

#### Emma Gilbert
Emma Gilbert ( Emm'  - pentru prieteni) este fata deșteaptă ce se consideră "lidera grupului".Este fata cea înțeleaptă și grijulie, mereu de incredere; are un frate, pe nume Elliot; are 16 ani; are păr blond.puterea ei este că poate îngheța apa, o poate răci și poate lipi anumite obiecte; poate îngheța orice obiect din aer ori din apă și poate crea viscoluri. Culorile ei preferate sunt albastru și bleu. În primul sezon, prietenul ei este Byron, în al doilea Ash. Iată cum și-a descoperit ea puterile: 
- S-a dus la înot, ca în fiecare dimineață, dar, când înota s-a transformat într-o sirenă.
- În casă a înghețat apa „zburătoare“ dintr-un pahar, întinzând palma; astfel și-a descoperit puterea.
- Văzând că fratele său a lăsat ușa congelatorului deschisa, a vrut să reînghețe alimentele, dar a înghețat toată bucătăria; astfel și-a descoperit a doua putere.
- A fost afectata de Luna Plina la petrecerea tatalui ei,unde la sarutat pe Byron,si aproape l-a lăsat sa le descopere secretul.

#### Isabella Hartley
Bella Hartley (doar în sezonul 3) este fata nou-venită din sezonul 3, care o înlociuește pe Emma din punct de vedere al prietenilor, al atitudinii, dar și din cel al puterilor!Este cântăreață,și sirenă de la noua ani.Ea are intenții bune și li se alătură fetelor, devenind un alt trio: Cleo,Bella și Rikki!

#### Cleo Sertori
Cleo Sertori este o fată modestă și adesea cu zâmbetul pe buze; are o soră: Kim; părul ei este șaten. Are 16 ani. Puterea ei o face capabilă să controleze apa; o poate face să ia orice formă vrea ea și o poate mări; poate controla vântul de asemena. Culorile ei preferate sunt roz și mov.Prietenul ei este Lewis McCartney. Cleo și-a descoperit puterile astfel: 
- Era în cadă, când a realizat că i-a crescut o coadă.
- Și-a mișcat mâna și a făcut un hidrant să explodeze în fața lui Zane, descoperind puterea ei de a controla apa.
- S-a enervat pe sora sa, Kim, și a vrut să-i stropească fața cu sucul din pahar, dar a făcut un vânt puternic, descoperind puterea de a controla vântul.
- De lună plină, a fost afectată prin „cântul sirenei“; precum legendele despre sirene, ea îi ademenea pe băieți cu glasul ei, printr-un cântec hipnotic. L-a sărutat pe Lewis pentru a fi dat afară din casă. După ce luna a apus a uitat de tot.

#### Charlotte Wastford
Charlotte Watsford (doar în sezonul 2) are părul roșcat și ochii căprui. Îi place arta și muzica. Ea se îndrăgostește de Lewis și devine iubita sa. Charlotte este nepoata lui Gracie, prietena domnișoarei Chattham. Apoi vede o fotografie cu Gracie ca o sirenă și sare în apa magică, transformându-se în sirenă. Acum, întinzând palmele, poate avea toate puterile fetelor. La sfârșit, vrea să le distrugă pe Cleo, Emma și Rikki, aruncându-le în apă de Luna de 50 de Ani, pentru a rămâne singura sirenă.Dar ea se inseala...incercand sa le arunce pe fete in apa ...nu a fost atentă și  a fost aruncată in apa si si-a pierdut puterile.

### Prieteni

#### Lewis McCartney
Lewis McCartney este băiatul cel prietenos fără de care fetele nu s-ar putea descurca. Este prietenul cel mai bun al fetelor și iubitul lui Cleo. El e primul care află secretul sirenelor (cu ocazia petrecerii la piscină dată de Miriam, Zane o aruncă în apă, iar Lewis o ajută să iasă văzându-i coada) și încearcă să le ajute. El găsește un antidot pentru problema lor cu apa, dar singura lui problemă este că nu crede în magie; de altfel multe dintre iubirile lui sunt ratate; În episodul „Afacerea Denman“ s-a îndrăgostit de un biolog marin; Uită o mostră din ADN-ul lui Cleo în laboratorul ei, aceasta observând ceva ciudat: ADN-ul se schimbă în contact cu apa; Ea scrie un articol: „Doar adăugați APĂ“; Apoi îl ademenește pe Lewis să le prindă pe fete. Se îndrăgostește de Charlotte, care va avea toate puterile de sirenă.

#### Will Davis
ar putea distWill este un tanar în vârstă de 20 de ani care este nou in scoala,accidental,cade în Bazinul cu Lună și este salvat de fete. . Acesta li-se va alia fetelor,iar Bella se îndrăgosteste de el si ea este iubita lui la final.
Îi atrage gelozia lui Zane deoarece Zane crede ca acesta are o relatie cu Rikki.

#### Zane Bennet
Zane Bennet este băiatul arătos! Iubitul lui Rikki; A fost salvat de Emma, când s-a scufundat cu tot cu „Lorelay“; El a crezut că a fost un monstru marin; Apoi a văzut-o pe Emma vopsită și și-a dat seama că există sirene; De atunci a început vânătoarea de sirene; toată lumea crezându-l nebun; În prezent este cu Rikki; Părinții săi sunt divorțați, stă cu tatăl, care nu îl prea iubește. Într-un final el află secretul fetelor și le ajută. Dar în al treilea sezon se desparte de Rikki și vrea să se răzbune.

## Secundare

### Fostele Sirene

#### Louise Chattam
| Personaj       | Actriță       | Primul Sezon | Al doilea Sezon | Debut                |
| -------------- | ------------- | ------------ | --------------- | -------------------- |
| Louise Chattam | Cristine Amor | 10 episoade  | 2 episoade      | "Petrecerea fetelor" |

Miss Louise Chattam (doar în sezonul 1) le-a dezvăluit fetelor totul despre luna plină. A fost o sirenă impreuna cu prietenele ei: Gracie Wastford și Julia Dove. Trăia pe vasul „Loreley“ dar în prezent stă la un azil pentru bătrâni. Mereu dispare inexplicabil. 

#### Gracie Wastford
| Personaj        | Actriță         | Primul Sezon | Al doilea Sezon | Debut          |
| --------------- | --------------- | ------------ | --------------- | -------------- |
| Gracie Wastford | Ashleigh Brewer | 1 episod     | 2 episoade      | "În trecut..." |

Gracie Wastford este bunica lui Charlotte și a avut aceleași puteri ca ale lui Cleo. Ea a avut colierul purpuriu. Prietenul ei a fost Max Hamilton. Ea și-a pierdut puterile sub efectul lunii pline in urma cu 50 de ani, când a avut loc o aliniere de planete foarte rară. De altfel și Charlotte și-a pierdut puterile la fel ca bunica ei. In tinerețe Gracie făcea modeling și prezenta haine și costume de baie. Toți cunoscuții ei spuneau ca e o companie foarte plăcută și puțin incăpățânată, dar in sensul bun.Ea ii spunea multe povești despre mare lui Charlotte. Din păcate Gracie a murit cand Charlotte avea 6 ani. Medalionul ei a fost găsit de Emma pe fundul oceanului, in bazinul cu lună.

#### Julia Roberts
| Personaj      | Actor        | Primul Sezon | Al doilea Sezon | Total      | Debut         | Imagine |
| ------------- | ------------ | ------------ | --------------- | ---------- | ------------- | ------- |
| Julia Roberts | Amritta Tarr | 1 episod     | 2 episoade      | 3 episoade | "In Too Deep" |         |

Rebela Julia avea aceeași putere ca lui Rikki. Prietenele ei Louise Chattam și Gracie Wastford nu erau de acord cu relația pe care o avea; Julie a avut un iubit bogat și arătos pe nume Karl la care ținea foarte mult și era dispusă să ii spună adevărul. Când acesta a aflat, a vrut să arate lumii secretul lor, a fotografiat-o dar a scăpat aparatul foto in apă.A spus lumii tot ce știa, dar pentru că nu avea dovezi nimeni nu l-a crezut..
Julia a murit iar medalionul ei a fost dus la un magazin de bijuterii,unde a fost cumpărat de Zane pentru Rikki;Datorită numelui de familie, s-ar putea să fie bunica Bellei...

### Prieteni și Dușmani

#### Linda Denman
| Personaj         | Actriță  | Primul Sezon | Al doilea Sezon | Debut             |
| ---------------- | -------- | ------------ | --------------- | ----------------- |
| Dr. Linda Denman | Lara Cox | 3 episoade   | 0 episoade      | "Afacerea Denman" |

- Dr. Linda Demman (doar în sezonul 1) este un biolog marin care apare doar în trei episoade. Aceasta pune mâna pe o mostră de celulele foarte interesante și vrea să fugă cu Lewis; La sfârșitul seriei, ea lucrează cu tatăl lui Zane și descoperă un solz de-al lui Cleo în Bazinul cu Lună, de pe Mako; Amplasează camere sub apă și fotografiază fetele având cozi. Le vânează, dar ele se aruncă în apă la eclipsa de lună și își pierd puterile; aceasta își pierde speranțele și pleacă din Coasta de Aur.

#### Max Hamilton
| Personaj     | Actor          | Sezonul 1  | Sezonul 2  | Debut                |
| ------------ | -------------- | ---------- | ---------- | -------------------- |
| Max Hamilton | Martin Vaughan | 0 episoade | 4 episoade | Codul Gracie-parte 1 |

Max Hamilton este un pescar bătrân,care cunoaște secretul sirenelor.El a făcut colierele sirenelor,în urmă cu 50 de ani.A fost iubitul lui Gracie.

#### Byron Jade
| Personaj | Actor             | Primul Sezon | Al doilea Sezon | Debut                   |
| -------- | ----------------- | ------------ | --------------- | ----------------------- |
| Byron    | Christopher Phore | 10 episoade  | 0 episoade      | "Petrecerea la piscină" |

- Byron (doar în sezonul 1) este un înotător și un surfer foarte bun. A fost iubitul Emmei în timpul sezonului 1. Când era sub influența lunii pline, Emma încerca să-l seducă pe Byron. Aproape că l-a lăsat să le descopere secretul.

#### Ash Dove
| Personaj | Actor        | Primul Sezon | Al doilea Sezon | Debut                         |
| -------- | ------------ | ------------ | --------------- | ----------------------------- |
| Ash      | Craig Horner | 0 episoade   | 10 episoade     | "Dragă, ți-am otrăvit calul!" |

- Ash  (doar în sezonul 2) este iubitul Emmei. Ei s-au întâlnit la orele de călărie când Emma îl supraveghea pe Elliot. Acolo s-au îndrăgostit. Ash are un cal preferat, și anume Rebel. În ultimele episoade, devine suspicios în legătură cu lucruri ciudate care li-se întâmplă fetelor.La sfârșit,Emma îi spune totul!

### Colegi

#### Miriam Kent
| Personaj    | Actriță              | Primul Sezon | Al doilea Sezon | Debut                   |
| ----------- | -------------------- | ------------ | --------------- | ----------------------- |
| Miriam Kent | Annabelle Stephenson | 22 episoade  | 0 episoade      | "Petrecerea la piscină" |

- Miriam Kent (doar în sezonul 1) este fosta prietenă a lui Zane și dușmanca fetelor;este materialista, face multe lucruri pentru a le demoraliza; Într-un episod ea este înghețată de către Emma, din greșeală.

#### Tiffany
| Personaj | Actriță      | Primul Sezon | Al doilea Sezon | Debut                   |
| -------- | ------------ | ------------ | --------------- | ----------------------- |
| Tiffany  | Alice Hunter | 12 episoade  | 0 episoade      | "Petrecerea la piscină" |

- Tiffany (doar în sezonul 1) Este prietena lui Miriam.

#### Nate
| Personaj | Actor        | Primul Sezon | Al doilea Sezon | Total       | Debut         | Imagine |
| -------- | ------------ | ------------ | --------------- | ----------- | ------------- | ------- |
| Nate     | Jamie Timony | 7 episoade   | 5 episoade      | 12 episoade | Metamorphosis |         |
|          |              |              |                 |             |               |         |

- Nate este cel mai bun prieten al lui Zane.

#### Amber
| Personaj | Actriță       | Primul Sezon | Al doilea Sezon | Debut                   |
| -------- | ------------- | ------------ | --------------- | ----------------------- |
| Nate     | Anne Crowford | 0 episoade   | 3 episoade      | "Cleo Contra Charlotte" |

- Amber este colega Emmei de la JuiceNet Caffe.

#### Mitch
| Personaj | Actor       | Primul Sezon | Al doilea Sezon | Debut                |
| -------- | ----------- | ------------ | --------------- | -------------------- |
| Nate     | Paul Bishop | 6 episoade   | 4 episoade      | "Bolnav din Pasiune" |

- Mitch este colegul lui Cleo de la parcul Marin.

### Familiile

#### Bennet

##### Zane Bennet
vezi sus

##### Harrison Bennet
| Personaj        | Actor       | Primul Sezon | Al doilea Sezon | Debut                |
| --------------- | ----------- | ------------ | --------------- | -------------------- |
| Harrison Bennet | Liam Pierce | 8 episoade   | 0 episoade      | "Bolnav din Pasiune" |

Harrison Bennet este tatăl lui Zane.În primul sezon se poartă urât cu el și nu acceptă să iasă cu Rikki.În penultimul episod,i-se alătură lui Doctor Denman pentru a le captura pe fete,dar când își dă seama că nu are rost să-și piardă copilul în favorul unei cercetări.Cei doi se împacă.În al doilea sezon,se mută din oraș,iar Harrison nu apare în niciun episod.

##### Sallye
Sallye este noua iubită a lui Harrison.S-a logodit cu el doar pentru banii lui.Apare doar în episoadele "Vraja Lunii" și "Pește pe Uscat".

##### Doamna Bennet
Este mama naturală a lui Zane. Aceasta l-a părăsit când avea doar 6 ani.Se vorbește despre ea doar în "Cârilg,Funie și Undiță".

#### Chadwick

##### Rikki Chadwick
vezi sus

##### Terry Chadwick
| Personaj       | Actor       | Primul Sezon | Al doilea Sezon | Debut                      |
| -------------- | ----------- | ------------ | --------------- | -------------------------- |
| Terry Chadwick | Andy Mcphee | 0 episoade   | 2 episoade      | "Partea greșită a șinelor" |

Terry Chadwick (doar în sezoanele 2 și 3) este tatăl lui Rikki. Intră in conflict cu Zane, deoarece crede ca acesta i-a furat emblema de la motocicletă. De aceea ii interzice lui Rikki sa se mai intalneasca cu el. Dar Zane repara motocicleta acestuia, câstigându-i astfel încrederea și devenind prieteni.

#### Gilbert

##### Emma Gilbert
vezi sus

##### Elliot Gibert
| Personaj       | Actor         | Primul Sezon | Al doilea Sezon | Debut             |
| -------------- | ------------- | ------------ | --------------- | ----------------- |
| Elliot Gilbert | Trent Sulivan | 16 episoade  | 4 episoade      | "Ceva de pescuit" |

- Elliot Gilbet (doar în sezoanele 1 și 2) este fratele cel mic al Emmei. Cei doi erau foarte apropiați.Își spuneau totul înainte ca Emma să devină o sirenă. Când Rikki l-a salvat de la înec, Elliot s-a îndrăgostit de ea.

##### Lisa și Neil Gilbert
- Lisa și Neil Gilbert (doar în sezoanele 1 și 2) sunt părinții Emmei și ai lui Elliot. În al treilea sezon, se mută din oraș.

##### Torra Gilbert
Torra Gilbert este mătușa lui Elliot și a Emmei,sora lui Neil.Aceasta apare doar în  episodul "Vraja Lunii" din primul sezon,pentru ziua fratelui său.Ea poartă o fustă verde în carouri,pe care Emma o numește "pătură de picnic".

##### Bunica Gilbert
Este bunica Emmei și a lui Elliot.

#### McCartney

##### Lewis McCartney
vezi sus

##### Handrix McCartney
Este unul dintre cei 7 frați ai lui Lewis.Are o seră lângă oraș.Apare doar în episodul "Dragoste de Copii" din sezonul 1.

##### Dl. și D-na McCartney
Sunt părinții lui Lewis,Handrix și ai celorlalți frați.Despre d-na McCrartney,Lewis spune în episodul "Era Glaciară" ,că are o colecție de termometre.

#### Sertori

##### Cleo Sertori
vezi sus

##### Kim Sertori
| Personaj    | Actriță    | Primul Sezon | Al doilea Sezon | Debut        |
| ----------- | ---------- | ------------ | --------------- | ------------ |
| Kim Sertori | Cleo Masey | 25 episoade  | 18 episoade     | "Schimbarea" |

- Kimberly "Kim" Sertori este sora mai mică a lui Cleo. Nu se înțelege deloc cu Cleo și o supără mereu. Ea a găsit jurnalul lui Cleo, în care scria până și cel mai mic detaliu despre secretul sirenelor . Atunci Cleo, Emma și Rikki au făcut un plan să-i o convingă pe ea și pe Elliot că Miriam e o sirenă. Kim și Cleo se ceartă pe diferite teme. Ea și cu sora mai mare au fost foarte afectate când părinții lor s-au despărțit.

##### Donald "Don" Sertori
| Personaj    | Actor          | Primul Sezon | Al doilea Sezon | Debut           |
| ----------- | -------------- | ------------ | --------------- | --------------- |
| Don Sertori | Alan David Lee | 22 episoade  | 18 episoade     | "Captura zilei" |

- Don Sertori este tatăl lui Cleo și al lui Kim. Le oferă fiicelor sale toată dragostea.Dar când vine vorba de băieți este foarte strict.

##### Beverly "Bev" Sertori
| Personaj    | Actriță         | Primul Sezon | Al doilea Sezon | Debut           |
| ----------- | --------------- | ------------ | --------------- | --------------- |
| Bev Sertori | Debborah Coulls | 15 episoade  | 0 episoade      | "Captura zilei" |

- Bev Sertori (doar în sezonul 1) este mama lui Cleo și Kim. În al doilea sezon, se desparte de Don.

##### Samantha "Sam" Sertori
| Personaj         | Actriță    | Primul Sezon | Al doilea Sezon | Al treilea sezon | Debut                  |
| ---------------- | ---------- | ------------ | --------------- | ---------------- | ---------------------- |
| Samantha Sertori | Penni Gray | 0 episoade   | 0 episoade      | 5 episoade       | "Ziua îndrăgostiților" |

Samanta este mama vitregă a lui Kim și Cleo (sezonul 3).Ea sa măritat cu Don Sertori în episodul A avea si a pastra pe Insula Mako.

##### Angela Sertori
Angela Sertori este verișoara lui Cleo și a lui Kim.Este foarte răsfățată și egoistă și vrea să le facă pe Cleo și Kim să se urască. Apare doar în episodul "Uraganul Angela" din primul sezon.

#### Wastford

##### Charlotte Wastford
vezi sus.

##### Gracie Wastford
vezi sus.

##### Annet Wastford
| Personaj       | Actriță      | Primul Sezon | Al doilea Sezon | Debut                            |
| -------------- | ------------ | ------------ | --------------- | -------------------------------- |
| Annet Wastford | Tiffany Lamb | 0 episoade   | 6 episoade      | "Picătura care a vărsat paharul" |

Este mama lui Charlotte,fiica lui Gracie.Apare în episoadele "Picătura care a umplut Paharul","Codul Gracie"-1 și 2,"Apoi Au Fost Patru","Compania de Trei" și "Schimbarea de pe Plajă".De asemenea,s-ar putea să apară și în sezonul 3.

#### Davis

##### Will Davis
vezi sus

##### Domnul Davis
Domnul Davis este tatăl lui Will și Sophie.

##### Doamna Davis
Doamna Davis este mama lui Will și Sophie

##### Sophie Davis
| Personaj     | Actor | Primul Sezon | Al doilea Sezon | Debut                 |
| ------------ | ----- | ------------ | --------------- | --------------------- |
| Sophie Davis | -     | 8 episoade   | 0 episoade      | "Secrete și minciuni" |

Sophie Davis este sora lui Will.Muncește la barul Rikki's,ca o chelneriță.Ea și Will se înțeleg foarte bine,și le place să petreacă timp împreună ca frate și soră.

### Șefi

#### Willfred
Willfred (Ariu LAng Sio) este șeful Emmei (și pentru o vreme,al lui Rikki) de la JuiceNet Caffe.

#### Ash
vezi sus.

#### Doamna Geddis
Doamna Geddis este șefa lui Cleo de la Parcul Marin.În primul sezon este foarte drăguță cu Cleo,dar în sezonul 2 devine foarte strictă.

## Altele

### Persoane
- Kate Alexa (Kate Alexa) - cântăreața preferată de Kim
- Fetița (Danielle Pauker) - un rol cameleon din sezonul 2.

### Animale

#### Rebel
| Personaj | Primul Sezon | Al doilea Sezon | Debut                         |
| -------- | ------------ | --------------- | ----------------------------- |
| Rebel    | 0 episoade   | 1 episod        | "Dragă, ți-am otrăvit calul!" |

Rebel este calul lui Ash. Emma îl otrăvește,din greșeală...

#### Rhonnie
| Personaj | Primul Sezon | Al doilea Sezon | Debut                |
| -------- | ------------ | --------------- | -------------------- |
| Rhonnie  | 2 episoade   | 5 episoade      | "Bolnav din pasiune" |

Rhonnie este delfinul-mascotă al Parcului Marin

#### Marcie
| Personaj | Primul Sezon | Al doilea Sezon | Debut              |
| -------- | ------------ | --------------- | ------------------ |
| Marcie   | 2 episoade   | 0 episoade      | "Afacerea Denman " |

Marcie este delfinul lui Doctor Denman.

#### Hector
| Personaj | Primul Sezon | Al doilea Sezon | Debut      |
| -------- | ------------ | --------------- | ---------- |
| Hector   | 0 episoade   | 1 episod        | "Monstrul" |

Hector este peștele lui Cleo. Acesta s-a îmbolnăvit de aceeași boală ca și Emma (din cauza coralilor).

#### Pluto
| Personaj | Primul Sezon | Al doilea Sezon | Debut             |
| -------- | ------------ | --------------- | ----------------- |
| Pluto    | 1 episod     | 0 episoade      | "Ape periculoase" |

Pluto a fost cel mai îndrăgit pește al lui Cleo, dar a murit, iar Rikki i-a adus unul nou.

#### Domnul Pelican
| Personaj  | Primul Sezon | Al doilea Sezon | Debut             |
| --------- | ------------ | --------------- | ----------------- |
| Pelicanul | 1 episod     | 0 episoade      | "Uraganul Angela" |

Pelicanul misterios a cauzat multe certuri în familia Sertori.